# Решётчатые рули

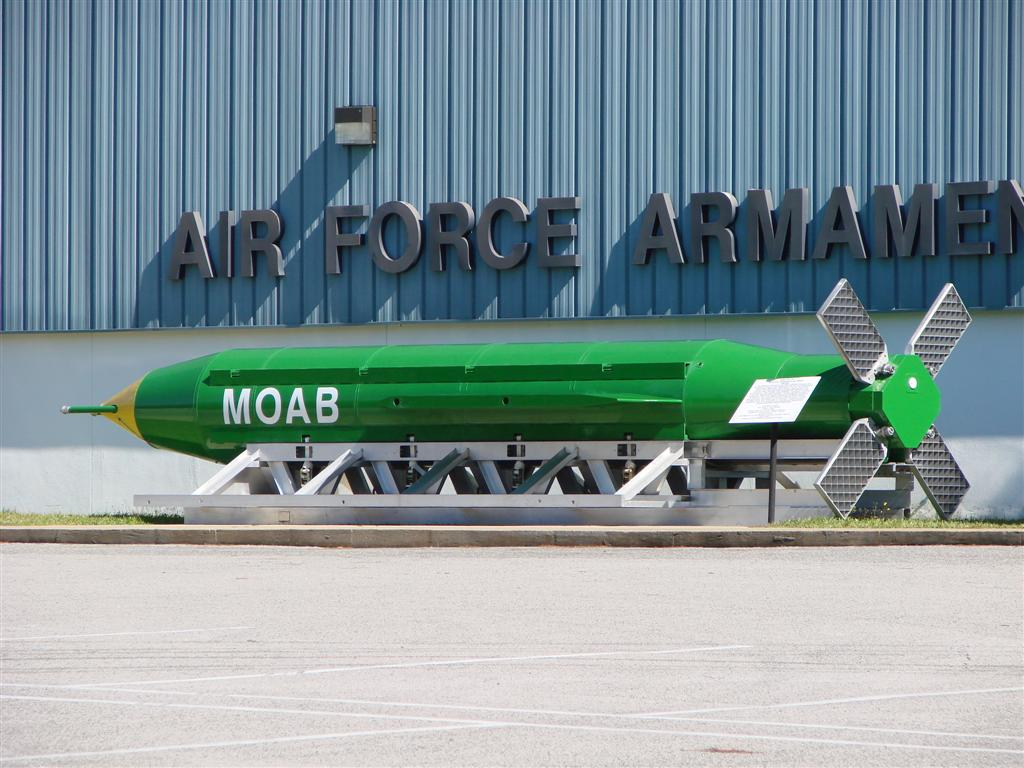
Бомба GBU-43/B MOAB с разложенными решётчатыми стабилизаторами

Решётчатые рули (решётчатые крылья) — полипланные несущие системы — вариант аэродинамической поверхности, выполненный в форме плоской решётки. 
Начали внедряться в 1950-х годах коллективом под руководством доктора технических наук С. М. Белоцерковского в ЦАГИ. По сравнению с классическими аэродинамическими поверхностями обладают работоспособностью на больших углах атаки (до 40 градусов), имеют небольшой вес, могут складываться и раскладываться, имеют низкий шарнирный момент.

## Применение
В настоящее время наиболее широко применяются в качестве стабилизаторов и рулей. Чаще выполняются с квадратными ячейками, расположенными под углом 45 градусов. 
Используются в управляемых авиационных бомбах, ракетах класса «воздух-воздух», стратегических и тактических ракетах:
- тактических ракетных комплексов «Точка» («Точка-У»)
- ПГРК «Пионер»
- РВВ-АЕ
- авиабомба GBU-43/B MOAB

Также применялись в некоторых ракетах-носителях (Н-1), системах аварийного спасения космических кораблей при старте (Союз). Предлагалось использование на космических аппаратах для маневрирования в верхних слоях атмосферы и при спуске.
В настоящее время используются компанией SpaceX в первых ступенях своих ракет-носителей Falcon 9, Falcon Heavy и Starship (см. Super Heavy) для стабилизации ступени во время самостоятельного автоматического возврата и посадки.